# Dominik Javorček
Dominik Javorček, né le 2 novembre 2002 à Bojnice en Slovaquie, est un footballeur slovaque qui joue au poste de défenseur au Slavia Prague.

## Biographie

### Carrière en club
Javorček fait ses débuts dans le championnat slovaque avec le MŠK Žilina face à l’AS Trenčín, le 15 août 2020, au Stade Pod Dubňom. Titularisé, il reçoit un carton jaune à la 68e minute et est remplacé par Jakub Kiwior huit minutes plus tard, alors que le score est de 3-2 en faveur de Žilina. Vahan Bichakhchyan scelle la victoire 4 buts à 2 dans les arrêts de jeu. Il inscrit son premier but en avec le club le 27 février 2021, lors d’une défaite à l’extérieur contre le Spartak Trnava.
Le 30 août 2024, Javorček rejoint le Holstein Kiel, équipe du championnat d'Allemagne, sous forme de prêt.

### Carrière internationale
Javorček représente la Slovaquie sur la scène internationale, disputant des matchs dans plusieurs catégories jeunes puis avec les espoirs à partir de 2021.

## Statistiques

### Statistiques en club
| Saison                | Club                  | Championnat           | Championnat | Championnat | Championnat | Coupe(s) nationale(s) | Coupe(s) nationale(s) | Coupe(s) nationale(s) | Compétition(s) continentale(s) | Compétition(s) continentale(s) | Compétition(s) continentale(s) | Compétition(s) continentale(s) | Total | Total | Total |
| Saison                | Club                  | Division              | M.          | B.          | P.d.        | M.                    | B.                    | P.d.                  | Comp.                          | M.                             | B.                             | P.d.                           | M.    | B.    | P.d.  |
| 2019-2020             | MŠK Žilina rés.       | 2. Liga               | 3           | 1           | 0           | -                     | -                     | -                     | -                              | -                              | -                              | -                              | 3     | 1     | 0     |
| 2020-2021             | MŠK Žilina rés.       | 2. Liga               | 12          | 0           | 1           | -                     | -                     | -                     | -                              | -                              | -                              | -                              | 12    | 0     | 1     |
| 2021-2022             | MŠK Žilina rés.       | 2. Liga               | 3           | 0           | 1           | -                     | -                     | -                     | -                              | -                              | -                              | -                              | 3     | 0     | 1     |
| 2022-2023             | MŠK Žilina rés.       | 2. Liga               | 2           | 0           | 1           | -                     | -                     | -                     | -                              | -                              | -                              | -                              | 2     | 0     | 1     |
| Sous-total            | Sous-total            | Sous-total            | 20          | 1           | 3           | -                     | -                     | -                     | -                              | -                              | -                              | -                              | 20    | 1     | 3     |
| 2020-2021             | MŠK Žilina            | 1. Liga               | 16          | 1           | 0           | 6                     | 0                     | 1                     | C3                             | 0                              | 0                              | 0                              | 22    | 1     | 1     |
| 2021-2022             | MŠK Žilina            | 1. Liga               | 2           | 0           | 0           | 2                     | 0                     | 0                     | C4                             | 0                              | 0                              | 0                              | 4     | 0     | 0     |
| 2022-2023             | MŠK Žilina            | 1. Liga               | 12          | 2           | 0           | 0                     | 0                     | 0                     | -                              | -                              | -                              | -                              | 12    | 2     | 0     |
| 2023-2024             | MŠK Žilina            | 1. Liga               | 32          | 1           | 2           | 4                     | 1                     | 0                     | C4                             | 3                              | 0                              | 0                              | 39    | 2     | 2     |
| 2024-2025             | MŠK Žilina            | 1. Liga               | 2           | 1           | 0           | 0                     | 0                     | 0                     | -                              | -                              | -                              | -                              | 2     | 1     | 0     |
| Sous-total            | Sous-total            | Sous-total            | 64          | 5           | 2           | 12                    | 1                     | 1                     | -                              | 3                              | 0                              | 0                              | 79    | 6     | 3     |
| 2024-2025             | Holstein Kiel         | Bundesliga            | 13          | 0           | 2           | 0                     | 0                     | 0                     | -                              | -                              | -                              | -                              | 13    | 0     | 2     |
| Total sur la carrière | Total sur la carrière | Total sur la carrière | 97          | 6           | 7           | 12                    | 1                     | 1                     | -                              | 3                              | 0                              | 0                              | 112   | 7     | 8     |

## Palmarès
- Finaliste de la Coupe de Slovaquie en 2021 avec le MŠK Žilina[6].